# Disney Cinemagic
Disney Cinemagic fue una cadena de televisión por suscripción europea, propiedad de The Walt Disney Company. Su programación se centraba en películas de Walt Disney, pero también emitía series clásicas de su biblioteca mediática.
Fue lanzado por primera vez en el Reino Unido e Irlanda, el 28 de marzo de 2006, en reemplazo de Toon Disney, para luego expandirse hasta varios países dentro de Europa como Francia, Alemania, España y Portugal años más tarde. 
Además, poseía una señal timeshift llamado Disney Cinemagic +1, que emitía la programación de los canales principales con una hora de retraso, además de tener una señal en alta definición llamada Disney Cinemagic HD.
En el caso de Latinoamérica, fue lanzado en 2010 como un bloque de programación dentro de Disney Channel y bajo el nombre de "Disney Cinemágico". El bloque fue relanzado en junio de 2014 debido al cambio de imagen de la filial latinoamericana de Disney Channel.
La primera version de Disney Cinemagic en ser cerrado fue la filial portuguesa, la cual fue reemplazada por Disney Junior el 1 de noviembre de 2012. Le siguieron las versiones en el Reino Unido, España y Francia. El último canal en cerrar fue la versión alemana el día 30 de septiembre de 2019 para ser reemplazada por Sky Cinema Special.

## Historia

### Reino Unido e Irlanda
Fue lanzado por primera vez el 16 de marzo de 2006 como parte del paquete prémium de BSkyB reemplazando al canal Toon Disney. Una señal en alta definición se lanzó en diciembre de 2008. El 28 de marzo de 2013, Disney Cinemagic fue reemplazado por Sky Movies Disney, como parte del acuerdo entre BSkyB y Disney que permitió a Sky transmitir películas de Disney en los servicios de video a pedido de Sky. En 2016, Sky Movies Disney, al igual que todos los canales de la línea Sky Movies, fueron renombrados como Sky Cinema Disney. El canal cerró el 31 de diciembre de 2020.

### España
El canal inició sus emisiones el 1 de julio de 2008, en sustitución de la versión española de Toon Disney. Además nació con la versión +1. Estaba disponible en Movistar TV, ONO y otras operadoras locales. El 1 de junio de 2010 llegó a Digital+ en su señal en alta definición.
En diciembre de 2014, Disney anunció que Disney Cinemagic España cerraría el 1 de enero de 2015, lo que llevó a una protesta en Twitter para salvar el canal usando el numeral #SalvarDisneyCinemagic. A pesar de ello, el canal cerró tal y como se anunció, con la película Frozen como última emisión, y con el aviso de que Disney Channel y Disney XD empezarían a emitir películas.

### Francia
El canal inició emisiones el 4 de septiembre de 2007, junto a la versión +1 en sustitución del canal Toon Disney. La emisión en alta definición se inició el 30 de noviembre del mismo año. El canal emitía en la plataforma CanalSat. El 8 de mayo de 2015 el canal cerró sus transmisiones siendo reemplazado por Disney Cinema, el cual duraría en emisiones hasta 2020.

### Portugal
Fue lanzado al aire el 1 de octubre de 2008 por ZON TV y tomó la posición de Disney Channel en los canales prémium de la distribuidora. Disney Channel fue trasladado al paquete básico de ZON ese mismo día. A partir de diciembre del mismo año, el canal estuvo disponible a suscriptores de Cabovisão. El 1 de enero de 2009, el canal lanzó su señal en alta definición. Fue la primera versión del canal en desaparecer, siendo la fecha el 1 de noviembre de 2012. El canal fue reemplazado por Disney Junior en su señal de resolución estándar, mientras que Disney Cinemagic HD fue relanzado como Disney Junior HD.
Para el 1 de diciembre del mismo año, Disney Cinemagic se vuelve un bloque de programación dentro de Disney Channel.

### Alemania
El canal inició sus emisiones el 4 de julio de 2009, junto a la señal en alta definición, reemplazando a Toon Disney. El canal finalizó sus emisiones el 30 de septiembre de 2019, y fue reemplazado por Sky Cinema Special, siendo la última versión en desaparecer.

## Señales
| Señal                                  | País                          | Nombre       | Tipo                                  | Anteriormente         | Fecha de lanzamiento    | Fecha de cierre          | Reemplazado por         |
| -------------------------------------- | ----------------------------- | ------------ | ------------------------------------- | --------------------- | ----------------------- | ------------------------ | ----------------------- |
| Disney Cinemagic Reino Unido e Irlanda | Reino Unido, Irlanda          | Cinemagic    | Señal                                 | Toon Disney           | 16 de marzo de 2006     | 28 de marzo de 2013      | Sky Movies Disney       |
| Disney Cinemagic Reino Unido e Irlanda | Reino Unido, Irlanda          | Cinemagic +1 | Señal timeshift                       |                       |                         | 28 de marzo de 2013      | Descontinuado           |
| Disney Cinemagic Reino Unido e Irlanda | Reino Unido, Irlanda          | Cinemagic HD | Señal HD                              | Diciembre de 2008     | Sky Movies Disney HD    | 28 de marzo de 2013      |                         |
| Disney Cinemagic Francia               | Francia, Bélgica              | Cinemagic    | Señal                                 | Toon Disney           | 4 de septiembre de 2007 | 8 de mayo de 2015        | Disney Cinema           |
| Disney Cinemagic Francia               | Francia, Bélgica              | Cinemagic +1 | Señal timeshift                       | Toon Disney +1        | 4 de septiembre de 2007 | 8 de mayo de 2015        | Disney Cinema +1        |
| Disney Cinemagic Francia               | Francia, Bélgica              | Cinemagic HD | Señal HD                              |                       | 30 de noviembre de 2007 | 8 de mayo de 2015        | Disney Cinema           |
| Disney Cinemagic España                | España                        | Cinemagic    | Señal                                 | Toon Disney           | 1 de julio de 2008      | 1 de enero de 2015       | Descontinuado           |
| Disney Cinemagic España                | España                        | Cinemagic +1 | Señal timeshift                       | Toon Disney +1        |                         | 1 de enero de 2015       | Descontinuado           |
| Disney Cinemagic España                | España                        | Cinemagic HD | señal HD                              |                       | 1 de julio de 2010      | 1 de enero de 2015       | Descontinuado           |
| Disney Cinemagic Alemania              | Alemania, Austria, Luxemburgo | Cinemagic    | Señal                                 |                       | 4 de julio de 2009      | 30 de septiembre de 2019 | Sky Cinema Special      |
| Disney Cinemagic Alemania              | Alemania, Austria, Luxemburgo | Cinemagic HD | Señal HD                              | Sky Cinema Special HD | 4 de julio de 2009      | 30 de septiembre de 2019 |                         |
| Disney Cinemagic Portugal              | Portugal                      | Cinemagic    | Señal                                 |                       | 1 de octubre de 2008    | 1 de noviembre de 2012   | Disney Junior           |
| Disney Cinemagic Portugal              | Portugal                      | Cinemagic HD | Señal HD                              |                       | 1 de enero de 2009      | 1 de noviembre de 2012   | Disney Movies on Demand |
| Disney Cinemagic Italia                | Italia                        | Cinemagic    | Bloque emitido en Sky Cinema Family   |                       | 3 de diciembre de 2011  | 30 de junio de 2019      | Descontinuado           |
| Disney Cinemagic Escandinavia          | Escandinavia                  | Cinemagic    | Bloque en Disney Channel Escandinavia |                       |                         | 2014                     | Descontinuado           |